# 柔毛马先蒿
柔毛马先蒿（学名：Pedicularis mollis）为列当科马先蒿属的植物。分布在克什米尔、喜马拉雅、锡金以及中国大陆的西藏等地，生长于海拔3,100米至4,600米的地区，常生于河谷沙滩与多沙的小柳林下以及人造林的林荫下，目前尚未由人工引种栽培。
其种加词“mollis ”意为“柔软的”。